# Johanna Sebus
Johanna Sebus (28 dicembre 1791 – Brienen, 13 gennaio 1809) è stata una donna tedesca.
Salvò sua madre dall'annegamento nel Reno durante il crollo dell'argine di Cleverham e poi perse la vita mentre recava soccorso ad altre persone.
Quando le acque si ritirarono, la sua salma fu ritrovata e sepolta nel cimitero di Rindern. Nel 1872 la sua tomba venne incorporata nell'edificio di una chiesa allora in costruzione.

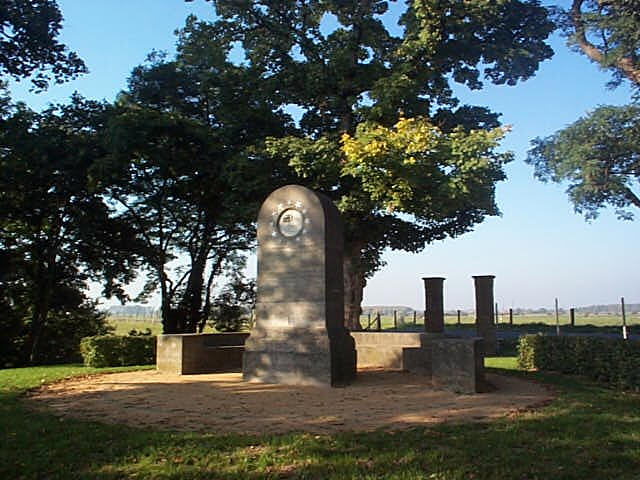
La tomba di Johanna

Nel 1811 venne eretto un monumento in suo onore a Rindern-Wardhausen e le venne conferita postuma la Rosa Bianca, onorificenza istituita dall'imperatore francese Napoleone I. in occasione della sua ascesa al trono il 2 dicembre 1804. Quest'onorificenza risale alla tradizione della Francia settentrionale e ogni anno veniva conferita, nelle regioni sotto il dominio napoleonico (cui Kleve apparteneva), a una donna particolarmente virtuosa, che veniva insignita, oltre che di una rosa dalle foglie dorate, anche di un anello d'oro e di una dote.
Il monumento a Johanna Sebus reca un'iscrizione in tedesco su un lato e una in francese sull'altro. Sull'iscrizione in francese è raffigurata in bassorilievo una rosa in marmo bianco trascinata dai flutti e circondata da dodici stelle.
Anche la casa di Helene Sebus, nata van Bentum, madre di Johanna, venne ricostruita per ordine del governo francese.
A Kleve, vicino Brienen (paese natale della Sebus), il Liceo "Johanna Sebus" (fino al 1978 una scuola femminile) ricorda col proprio nome la memoria dell'eroina diciassettenne.
Nelle immediate vicinanze del suo villaggio natale vie, alberghi, lance di salvataggio e la scuola elementare di Rindern sono intitolate a suo nome.
Johann Wolfgang von Goethe dedicò nel 1809 a Johanna Sebus una Ballata, in cui descrisse il gesto disinteressato e la drammatica morte della ragazza.
Clemens Reinders racconta la sua storia nel volume Der Mann, der Manhattan kaufte und andere Geschichten vom Niederrhein (L'uomo che comprò Manhattan e altre storie del Basso Reno).

## Letteratura
- Clemens Reinders: Der Mann, der Manhattan kaufte und andere Geschichten vom Niederrhein. Duisburg 2000.
- Johannes Derksen: Johanna Sebus; Herder, Freiburg, 1954 e St.-Benno-Verlag Leipzig, 1956